# Zemský okres Bernkastel-Wittlich
Zemský okres Bernkastel-Wittlich (německy Landkreis Bernkastel-Wittlich) je okres v německé spolkové zemi Porýní-Falc. Okresním městem je Wittlich. Ustanoven byl v roce 1969 spojením dvou tehdejších okresů Wittlich a Bernkastel.

## Geografie
Okres se rozléhá na obou březích řeky Mosely, která územím protéká ve směru z jihozápadu na severovýchod. Severní hranici regionu tvoří pahorkatina Eifel, z jihu je obklopen pohořím Hunsrück, kde se také nalézá nejvyšší bod okresu hora Erbeskopf (818 m.n.n.)

## Politika

### Zemští radové
Zemský rada je šéfem krajské rady a je volen každých osm let přímou volbou.
Následující osoby působily v pozici zemského rady:
- 1969 až 1993: Helmut Gestrich (CDU)
- 1993 až 2011: Beate Läsch-Weber (CDU)
- od 2. května 2011: Gregor Eibes (CDU)

### Znak okresu

DEU Landkreis Bernkastel-Wittlich COA

Kříž v horní části štítu znázorňuje trevírskou diecézi. Rak pochází ze znaku města Bernkastel-Kues a dvojice klíčů ze znaku města Wittlich. Červenobílé šachování symbolizuje hrabství Sponheim, které vládlo zdejší části moselského údolí ve středověku.

## Města a obce
Města:
1. Bernkastel-Kues
2. Manderscheid
3. Traben-Trarbach
4. Wittlich

Obce:
1. Altrich
2. Arenrath
3. Bausendorf
4. Bengel
5. Berglicht
6. Bergweiler
7. Bettenfeld
8. Binsfeld
9. Brauneberg
10. Breit
11. Bruch
12. Büdlich
13. Burg (Mosel)
14. Burgen
15. Burtscheid
16. Deuselbach
17. Dhronecken
18. Diefenbach
19. Dierfeld
20. Dierscheid
21. Dodenburg
22. Dreis
23. Eckfeld
24. Eisenschmitt
25. Enkirch
26. Erden
27. Esch
28. Etgert
29. Flußbach
30. Gielert
31. Gipperath
32. Gladbach
33. Gornhausen
34. Graach an der Mosel
35. Gräfendhron
36. Greimerath
37. Großlittgen
38. Hasborn
39. Heckenmünster
40. Heidenburg
41. Heidweiler
42. Hetzerath
43. Hilscheid
44. Hochscheid
45. Hontheim
46. Horath
47. Hupperath
48. Immert
49. Irmenach
50. Karl
51. Kesten
52. Kinderbeuern
53. Kinheim
54. Klausen
55. Kleinich
56. Kommen
57. Kröv
58. Landscheid
59. Laufeld
60. Lieser
61. Longkamp
62. Lösnich
63. Lötzbeuren
64. Lückenburg
65. Malborn
66. Maring-Noviand
67. Meerfeld
68. Merschbach
69. Minderlittgen
70. Minheim
71. Monzelfeld
72. Morbach
73. Mülheim an der Mosel
74. Musweiler
75. Neumagen-Dhron
76. Neunkirchen
77. Niederöfflingen
78. Niederscheidweiler
79. Niersbach
80. Oberöfflingen
81. Oberscheidweiler
82. Osann-Monzel
83. Pantenburg
84. Piesport
85. Platten
86. Plein
87. Reil
88. Rivenich
89. Rorodt
90. Salmtal
91. Schladt
92. Schönberg
93. Schwarzenborn
94. Sehlem
95. Starkenburg
96. Talling
97. Thalfang
98. Ürzig
99. Veldenz
100. Wallscheid
101. Willwerscheid
102. Wintrich
103. Zeltingen-Rachtig